# Instituto Tecnológico Estatal de San Petersburgo
El Instituto Tecnológico Estatal de San Petersburgo, SPBGTI (del ruso: Санкт-Петербургский государственный технологический институт, СПбГТИ) es una de las principales universidades de la Federación Rusa. Esta universidad técnica, situada en el prospekt de Moscú de San Petersburgo, tiene casi dos siglos de existencia y se dedica a la formación de personal calificado en las áreas de química, ingeniería química, nano y biotecnología, cibernética y técnica.

## Historia

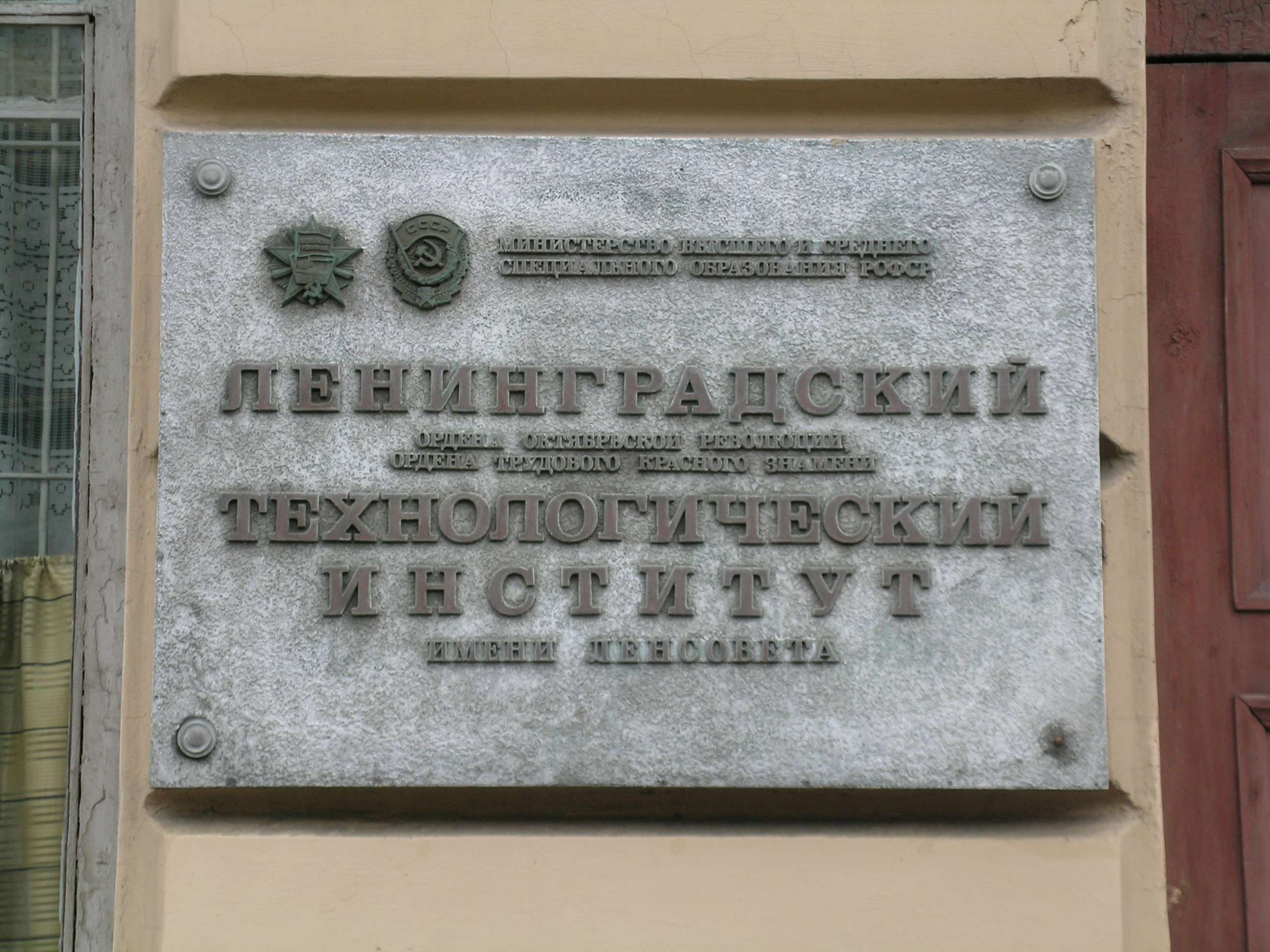
Placa en la fachada del Instituto.

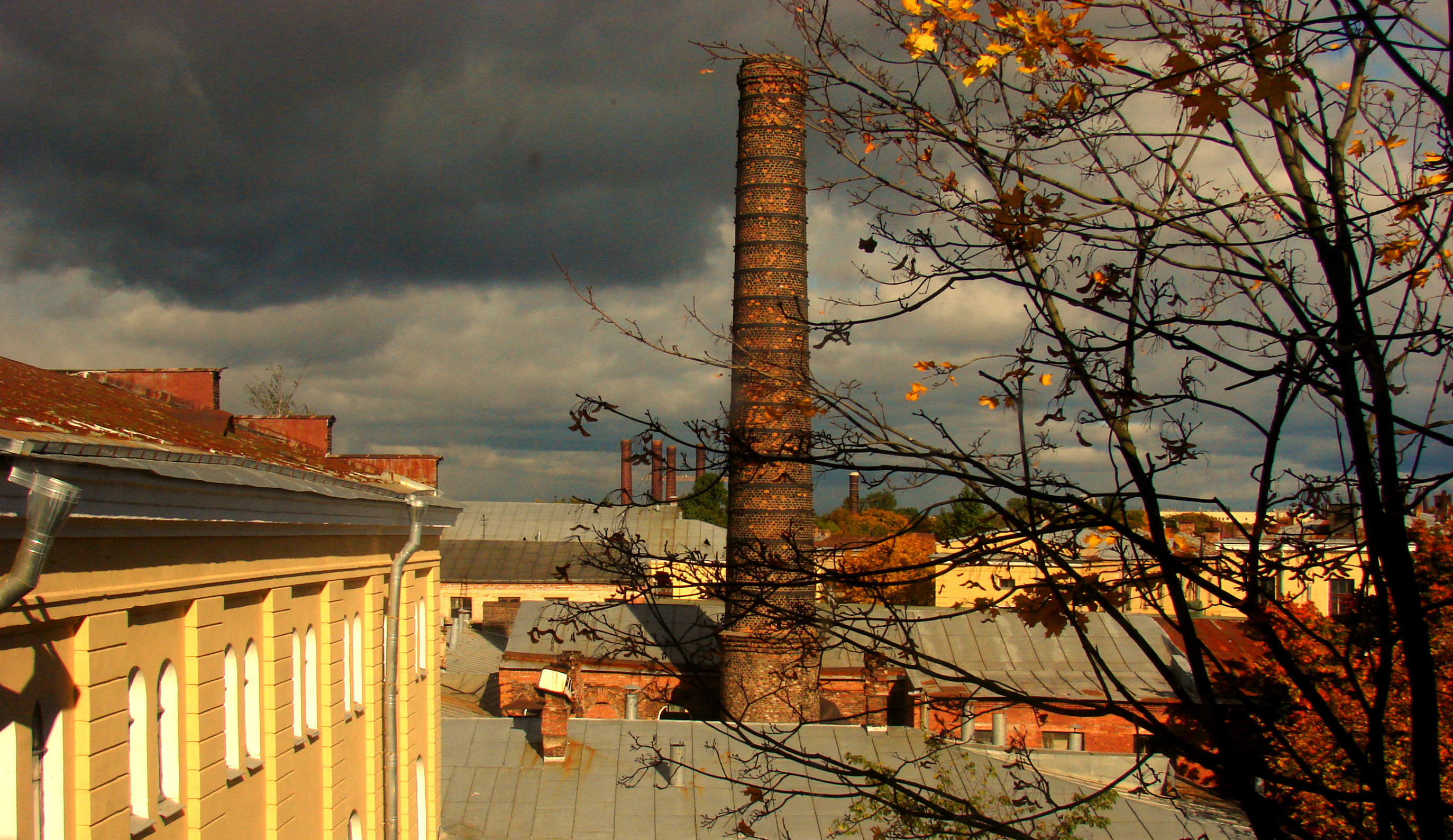
Patio del Instituto.

El Instituto Práctico Tecnológico fue fundado el 28 de noviembre (10 de diciembre) de 1828 por orden (prikaz) del zar Nicolás I. El decreto fue aprobado por instancias del ministro de finanzas Georg von Cancrin. Según dicho decreto, "el propósito del Instituto Práctico Tecnológico es preparar a personas con conocimientos teóricos y prácticos suficientes para la gestión de las fábricas o cualquier parte de las mismas".
El instituto era una institución de propiedad estatal, de 132 alumnos, en la que no se admitían alumnos de pago, y los alumnos entraban exentos de tasas tras superar un examen, para formarlos como especialistas en la gestión de fábricas o en áreas complementarias. Esto la convertía en una de las instituciones de educación superior más democratizadoras de la época. La educación fue dividida en dos departamentos: mecánico y químico. En 1896 fue renombrado Instituto Tecnológico "Nicolás I".
En 1930 se reorganizó la escuela superior y el Instituto reunió otras facultades químicas y cátedras de otras instituciones y fue rebautizado Instituto Tecnológico de Leningrado y condecorado con la Orden de la Bandera Roja. En los primeros días de la Gran Guerra Patria se trasladó parte del Instituto a Kazán, y en marzo de 1942 el resto. Las clases se reanudarían las clases en 1944.
El 29 de mayo de 2013 el edificio principal del Instituto sufrió un grave incendio.

### Premios
- Orden de la Revolución de Octubre
- Orden de la Bandera Roja del Trabajo

## Facultades y departamentos
- 1ªfacultad: Química de sustancias y materiales
- 2ª facultad: Química y biotecnología
- 3ª facultad: Mecánica
- 4ª facultad: Tecnología y administración de la información
- 5ª facultad: Ingeniería y Tecnología
- 6ª facultad: Economía y management
- Centro de educación adicional
- Departamento por correspondencia Archivado el 9 de febrero de 2014 en Wayback Machine.
- Departamento por correspondencia de la facultad de economía y management SPBGTI (TU)
- Departamento de Humanidades
- Departamento de Física y Matemática (enlace roto disponible en Internet Archive; véase el historial, la primera versión y la última).
- Departamento de Química Archivado el 7 de diciembre de 2010 en Wayback Machine.
- Departamento de todas las Ingenierías Archivado el 5 de diciembre de 2010 en Wayback Machine.

## Profesores notables
- Friedrich Konrad Beilstein
- Aksel Gadolin
- Jarlampi Golovín
- Henrij Voinitski
- Nikolái Kachálov
- Dmitri Konoválov
- Víktor Kirpichov
- Pável Mélnikov
- Aleksandr Krupski
- Dmitri Mendeléyev
- Hermann Paucker
- Aleksandr Poraj-Koszyc
- Borís Rosing
- Stephen Timoshenko
- Iliá Chaikovski
- Alekséi Shuliachenko
- Mijaíl Schultz

## Alumnos notables
- Semión Áltov
- Mahmmadhasan Hadzhinski
- Borís Galiorkin
- Karol Juliusz Drac
- Vladímir Zvorykin
- Abram Ioffe
- Gleb Krzhizhanovski
- Frantz Lender
- Bronislav Małachowski
- Yuri Maksariov
- Anatoli Malski
- Oleg Morózov
- Yuri Morózov
- Borís Muzrúkov
- Guri Petrovski
- Serguéi Prokudin-Gorski
- Serguéi Rózanov
- Piotr Romankov
- Alekséi Nikoláyevich Tolstói
- Gústav Trínkler
- Mijaíl Troitski
- Dmitri Chernov
- Witold Jarkowski
- Iván Jarkowski